# 職業訓練指導員 (レザー加工科)
職業訓練指導員 (レザー加工科)（しょくぎょうくんれんしどういん レザーかこうか）は、職業訓練指導員免許のうちの1つ。厚生労働省管轄。

## 受験資格
職業訓練指導員免許の受験資格と試験免除を参照。

## 試験科目

### 学科試験
1. 指導方法（職業訓練原理、教科指導法、訓練生の心理、生活指導及び職業訓練関係法規）
2. 関連学科
  1. 系基礎学科
    1. 皮革製品知識（皮革製品の歴史　マーケティング論）
    2. 材料（皮革　皮革製品用材料　なめし加工法）
    3. 工作法（裁断法　すき加工法　縫製法）
    4. デザイン（商品企画　革製品のデザイン）
    5. 安全衛生（安全管理　衛生管理）

  2. 専攻学科
    1. 製造法（製靴法　製靴機械　革製品製造法　革加工機械　装飾法付属革小物製作法）

### 実技試験
1. 靴製造
2. 鞄製造